# Prince Abdullah bin Jalawi Stadium
Prince Abdullah bin Jalawi Stadium – wielofunkcyjny stadion w mieście Al-Hufuf, w Arabii Saudyjskiej. Obiekt może pomieścić 27 550 widzów. Swoje spotkania rozgrywają na nim piłkarze klubów Al-Fateh oraz Hajer Club.